# Огарёво (Мордовия)
Огарёво — село в Рузаевского района Республики Мордовия, входит в состав Шишкеевского сельского поселения.

## География
Село находится на расстоянии примерно 23 км (по прямой) к северо-западу от города Рузаевка, административного центра района.

## История
Основано служилым дворянином Постником Огарёвым в последней четверти XVII века. В 1869 году учтено как владельческое село Инсарского уезда, состоящее из 145 дворов. Действовала Покровская церковь (ныне в аварийном состоянии).

## Население
| 2002 | 2010 |
| ---- | ---- |
| 123  | ↘100 |

### Национальный состав
Согласно результатам переписи 2002 года, в национальной структуре населения русские составляли 44 % из 123 чел., мордва-мокша — 35 %.

## Известные уроженцы
- Николаев, Пётр Алексеевич (1924—2007) — советский и российский литературовед. Доктор филологических наук.